# L'Art de la mémoire
L'art de la mémoire (The Art of Memory) est un essai de l'historienne britannique Frances Yates publié en 1966. 

## Précis
L'ouvrage retrace l'histoire de la pratique de la mnémotechnie et de l'art de mémoire depuis l'Antiquité classique (depuis le traité de Simonide de Céos en Grèce ancienne jusqu'aux écrits de Giordano Bruno à la Renaissance, et de Gottfried Wilhelm Leibniz à l'époque moderne). Cet ouvrage, à la lumière de nombreux exemples, a bouleversé la compréhension contemporaine de l'esthétique des siècles passés, en faisant reconnaître la place des arts de la mémoire dans la représentation artistique et scientifique du monde jusqu'au XVIIe siècle en Europe.